# 奥古斯都神的功业

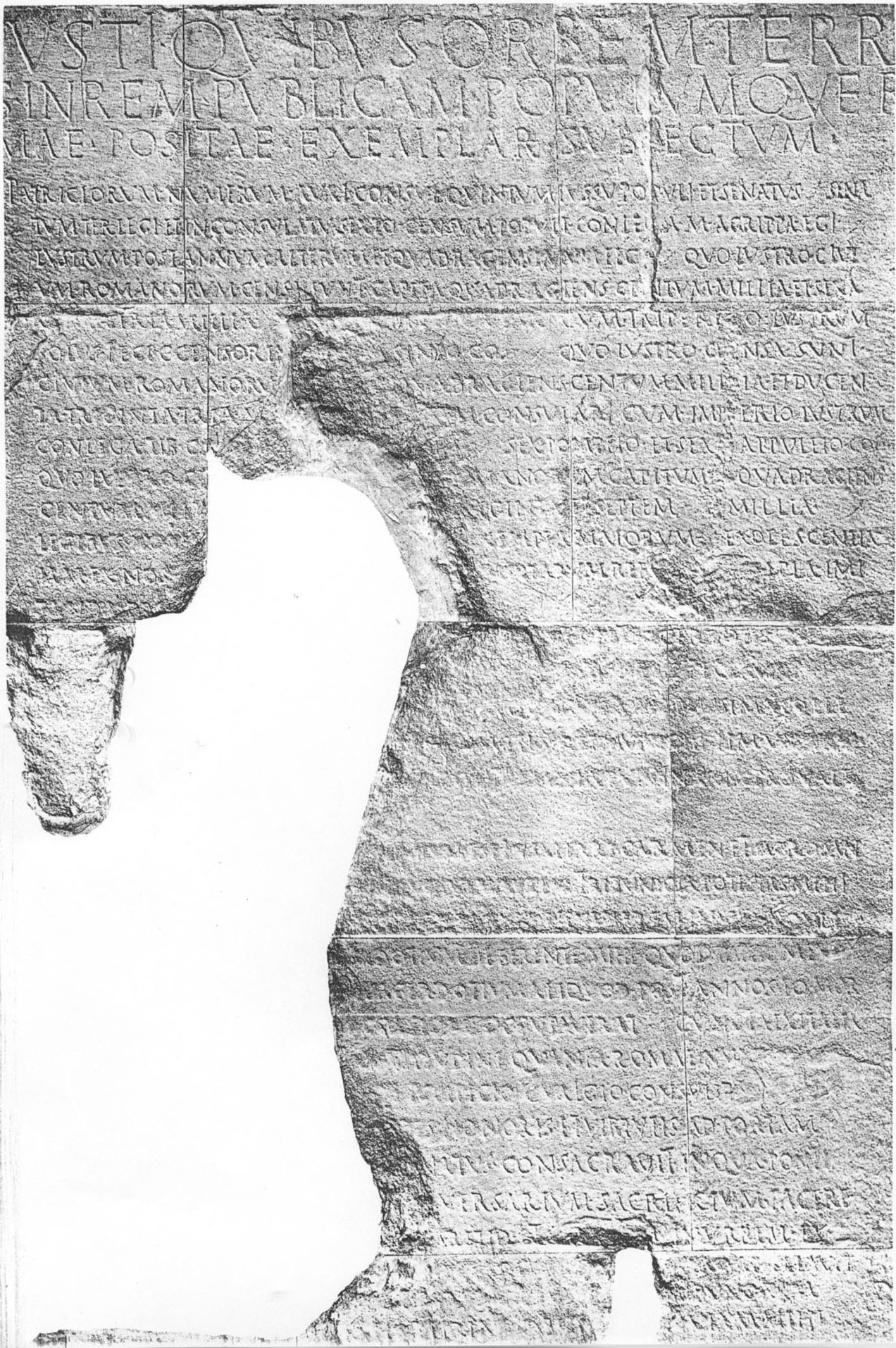
奧古斯都神的功業的部分銘文

奧古斯都神的功業記（拉丁語: Res Gestae Divi Augusti) 是奧古斯都的陵墓內的一篇銘文，被刻在青銅柱上，是奧古斯都生平及功業的第一手記錄。位于今土耳其安卡拉的奥古斯都和罗马神庙刻有该文最完整的版本。

## 銘文的篇幅
全篇銘文共有35個段落，分4個章節，並且附有簡介及總結。

### 政治生涯
第2段至第14段列舉出奧古斯都的政治生涯和他所取的政治榮譽。

### 公益
第15段至第24段列舉出奧古斯都所捐獻給義大利市民與士兵的金錢土地與農作物。內容很小心指出所有貢獻來自他自己的口袋。

### 軍事擴張
第25段至第33段描述他的軍事行動及如何與其他國家建立聯盟。

### 政治宣言
第34段至第35段总结他在政府中的超然地位。

### 附件
這篇不太像他本人所寫的附件總結全篇銘文，列出他所重修或興建的建築物，他為了這些計劃耗用了他6億錢銀子（denarii），相當於今天1千億美元。